# (3843) OISCA
(3843) OISCA es un asteroide que forma parte del cinturón exterior de asteroides y fue descubierto por Yoshiaki Oshima el 28 de febrero de 1987 desde el Observatorio Gekko, en Kannami, Japón.

## Designación y nombre
OISCA recibió inicialmente la designación de 1987 DM.
Posteriormente, en 1988, se nombró con las iniciales de la Organization for Industrial, Spiritual and Cultural Advancement.

## Características orbitales
OISCA orbita a una distancia media de 3,993 ua del Sol, pudiendo acercarse hasta 3,417 ua y alejarse hasta 4,57 ua. Su inclinación orbital es 3,926 grados y la excentricidad 0,1444. Emplea en completar una órbita alrededor del Sol 2915 días.
OISCA pertenece al grupo asteroidal de Hilda.

## Características físicas
La magnitud absoluta de OISCA es 10,6 y el periodo de rotación de 19,08 horas.